# P/2018 L5 (Leonard)
P/2018 L5 (Leonard) — короткоперіодична комета сімейства Юпітера. Відкрита 14 червня 2018 року; була 18.5m на час відкриття.